# Horns of Silence
Horns of Silence - debiutancki album włoskiej grupy muzycznej Spellblast. Został wydany w lutym 2007 przez wytwórnię Metal Crusade Records.

## Lista utworów
1. "In the Name of Odin" - 3:44
2. "Lost in the Forest" - 5:52
3. "Losing Reality" - 4:40
4. "Glory to the Gem" - 7:24
5. "Goblin's Song" - 6:06
6. "Legend of the Ice Wolf" - 4:29
7. "Sign of the Unicorns" - 6:00
8. "Resurrection" - 2:53
9. "Knights of Darkness" - 6:00